# Canistrum triangulare
Canistrum triangulare é uma espécie de planta do gênero Canistrum e da família Bromeliaceae.

## Taxonomia
A espécie foi descrita em 1963 por Lyman Bradford Smith.

## Forma de vida
É uma espécie epífita e herbácea. Tem folhas lanceoladas.

## Conservação
A espécie faz parte da Lista Vermelha das espécies ameaçadas do estado do Espírito Santo, no sudeste do Brasil.

## Distribuição
A espécie é endêmica do Brasil e encontrada no estados brasileiro do Espírito Santo. A espécie é encontrada no domínio fitogeográfico de Mata Atlântica, em regiões com vegetação de floresta ombrófila pluvial.